# نیکولای پانین
نیکولای پانین (روسی: Николай Александрович Панин-Коломенкин؛ ۸ ژانویهٔ ۱۸۷۲ – ۱۹ ژانویهٔ ۱۹۵۶) تیرانداز و اسکیت‌باز نمایشی اهل امپراتوری روسیه بود.